# 15 сентября
15 сентября — 258-й день года (259-й в високосные годы) по григорианскому календарю.
До конца года остаётся 107 дней.
До 15 октября 1582 года — 15 сентября по юлианскому календарю, с 15 октября 1582 года — 15 сентября по григорианскому календарю.
В XX и XXI веках соответствует 2 сентября по юлианскому календарю.

## Праздники и памятные дни
См. также: Категория:Праздники 15 сентября

### Международные
- Международный день демократии.
- Всемирный день распространения информации о лимфоме[англ.].

### Национальные
- Азербайджан — День знаний[2].
- Беларусь — День библиотек[3].
- Великобритания — День памяти Битвы за Британию.
- Гватемала,  Гондурас,  Коста-Рика,  Никарагуа,  Сальвадор — День независимости[4].
- Индия — Национальный день инженера[5].
- Мексика — Национальный день памяти долоресского призыва к революции[англ.].
- Словения — День воссоединения Приморья с Отечеством.
- США — Начало месячника испанского культурного наследия[англ.].

### Религиозные
Православие
 — Память мученика Маманта, отца его Феодота и матери Руфины (III);
 — память преподобного Иоанна постника, патриарха Константинопольского (595);
 — память преподобных Антония (1073 год) и Феодосия (1074) Печерских;
 — память священномучеников Варсонофия (Лебедева), епископа Кирилловского, и с ним Иоанна Иванова пресвитера, преподобномученицы Серафимы (Сулимовой) игуменьи и мучеников Анатолия Барашкова, Николая Бурлакова, Михаила Трубникова и Филиппа Марышева (1918);
 — память священномучеников Дамаскина (Цедрика), епископа Стародубского, и с ним Евфимия Горячева, Иоанна Смоличева, Иоанна Мельниченко, Владимира Моринского, Виктора Басова, Феодота Шатохина, Петра Новосельского, Стефана Ярошевича пресвитеров (1937);
 — память священномученика Германа (Ряшенцева), епископа Вязниковского, Стефана Ермолина пресвитера и мученика Павла Елькина (1937);
 — память мучеников 3628 в Никомидии (III—IV в.);
 — обретение мощей преподобного Феодосия Тотемского (1796);
 — празднование в честь Калужской иконы Божией Матери (1771).

## События
См. также: Категория:События 15 сентября

### До XIX века
- 533 — армия Восточной Римской империи под командованием полководца Велисария, посланная императором Юстинианом I, вошла в Карфаген.
- 1463 — тевтонский флот разбит в битве в Вислинском заливе.
- 1514 — Турецкие войска взяли Табриз (Персия), вырезав большую часть горожан.
- 1559 — Рижский архиепископ Вильгельм присоединился к подписанному в конце августа договору между Тевтонским орденом и польским королём и Великим Князем Литовским Сигизмундом II Августом, который в данном случае выступал как великий князь литовский. В обмен на защиту Ливонии против русских архиепископ уступал свои важнейшие замки в южной Ливонии (Кокенгузен и др.).
- 1758 — французы отражают английскую атаку на форт Дюкен.
- 1776 — Английские войска оккупировали Нью-Йорк, едва не захватив американского командующего Джорджа Вашингтона.
- 1771 — начало Чумного бунта в Москве.
- 1784 — В Лондоне секретарь Неаполитанского посольства Винченцо Лунарди (Vincenzo Lunardi) совершил первый в Англии полёт на воздушном шаре.
- 1792 — Наполеон (будущий император Франции) прибыл в Аяччо и вновь стал командиром батальона волонтёров.

### XIX век
- 1805 — Россия объявила первую войну Наполеону.
- 1812 — Французская армия под командованием Наполеона вошла в московский Кремль.
- 1821 — Испанские колонии Гватемала, Гондурас, Коста-Рика и Сальвадор провозгласили свою независимость.
- 1826 — Шамхорская битва русско-персидской войны 1826—1828 годов.
- 1830 — в Великобритании открылась первая в мире междугородная железнодорожная линия на паровой тяге — между Ливерпулем и Манчестером.
- 1843 — Войска предводителя кавказских горцев Шамиля взяли укреплённый пункт Белаханы в Дагестане.
- 1847 — Американские войска взяли столицу Мексики Мехико.
- 1863 — В Москве вышел первый номер газеты «Русские ведомости» (выходила до 1918 года).
- 1866 — В Петербурге повешен русский террорист Дмитрий Каракозов, пытавшийся убить Александра II.
- 1874 — В Берне (Швейцария) открылся международный почтовый конгресс, на котором собрались представители 22 стран с целью выработать правила, регулирующие обмен почтой между государствами. В октябре ими был подписан договор о создании Всемирного почтового союза.

### XX век
- 1910 — Первые парламентские выборы в истории Южной Африки выиграли белые националисты.
- 1915 — Закрыто заседание Государственной Думы России без указания даты возобновления заседаний.
- 1916 — Первое в истории мировых войн применение танков в боевых действиях. Англичане на реке Сомме бросили против немцев 49 танков модели Mk.1.
- 1917 — Выпущен первый номер журнала Форбс.
- 1918 — столица Азербайджана Баку освобождена от дашнакских вооружённых формирований.
- 1921 — Совнарком принял декрет об охране здоровья детей.
- 1922 — Совнарком принял декрет «О санитарных органах республики», который считается днём создания санэпидслужбы.
- 1924 — В южной Бессарабии началось Татарбунарское восстание с требованием отделения от Румынии и присоединения к СССР.
- 1928 — Английский микробиолог Александр Флеминг первым в мире выделил пенициллин.
- 1930
  - Проведён первый международный матч по бриджу.
  - Гитлеру отказано в праве стать депутатом рейхстага ввиду того, что он является гражданином Австрии.
- 1933 — Генрих Ягода сообщил Сталину о раскрытии в Ленинграде «общества педерастов». Арестовано свыше 150 человек.
- 1934 — Арестован Бруно Гауптманн (Bruno Richard Hauptmann), которого обвинили в убийстве сына американского лётчика Чарльза Линдберга (через полтора года казнён, хотя прямых улик против него не было).
- 1935 — по Нюрнбергским законам немецкие евреи лишены гражданства; государственным символом Германии стала свастика.
- 1940 — Вторая мировая война: крупнейшее воздушное сражение с участием более полутора тысяч самолётов, известное как День битвы за Британию.
- 1941 — Вторая мировая война: немецкие войска завершили окружение пяти советских армий под Киевом.
- 1942 — Вторая мировая война: в Тихом океане недалеко от острова Эспириту-Санто японская подлодка I-19 потопила американский авианосец USS Wasp.
- 1943 — Вторая мировая война: впервые плацдарм под Новороссийском назван «Малой Землёй».
- 1946 — Болгария провозглашена народной республикой.
- 1949 — 73-летний председатель ХДС Конрад Аденауэр стал первым канцлером ФРГ.
- 1950 — Корейская война: вооружённые силы США начали Инчхонскую десантную операцию.
- 1956 — начались регулярные пассажирские полёты на турбореактивных самолётах Ту-104.
- 1959
  - Начался 13-дневный визит Никиты Хрущёва в США.
  - В первое плавание отправился советский атомный ледокол «Ленин».
- 1961 — Конгресс США принял резолюцию, согласно которой дядя Сэм стал официальным символом США.
- 1968 — в СССР запущена космическая станция «Зонд-5», которая впервые в мире совершила облёт Луны с последующей мягкой посадкой на Землю.
- 1971 — создана организация «Гринпис».
- 1973 — 27-летний Карл XVI Густав стал королём Швеции.
- 1974 — на юго-западе Москвы бульдозерами снесена выставка художников-нонконформистов.
- 1981 — в Альберте (Канада) открыт самый большой в мире торговый центр площадью 483 тыс. м².
- 1982 — вопреки протестам со стороны Израиля, папа римский Иоанн Павел II дал в Ватикане личную аудиенцию лидеру ООП Ясиру Арафату.
- 1983 — в Канаде запрещены рейсы «Аэрофлота» в знак протеста против инцидента со сбитым над СССР корейским самолётом.
- 1990 — демонстранты в Тбилиси напали на здание КГБ Грузии.
- 1993
  - Майкл Джексон впервые выступил в Москве.
  - В Эстонии принят закон об образовании, который предопределил закрытие всех не-эстоноязычных вузов.
- 1994 — Верховная рада Украины отменила решение Севастопольского горсовета о российском статусе города.
- 1996 — в Венеции итальянская партия «Лига Севера» объявила создание независимого государства Падовия (Северная Италия).
- 1997
  - Зарегистрирован домен Google.com.
  - В Нью-Йорке открылся музей еврейских памятников.
  - В Таджикистане приступила к работе Комиссия по национальному примирению.
- 1999 — в Черкесске (Карачаево-Черкесия) народное собрание провозгласило создание Черкесской автономии.
- 2000 — в Сиднее открылись последние в XX веке XXVII летние Олимпийские игры.

### XXI век
- 2001
  - Алессандро Дзанарди, управляя болидом серии Championship Auto Racing Teams (CART) на трассе в Германии, потерпел серьёзную аварию, в результате которой ему, впоследствии, были ампутированы обе ноги ниже колена.
  - Генпрокуратура Украины сняла обвинение с экс-вице-премьера страны Юлии Тимошенко и её мужа.
- 2007 — В Перу упал загадочный метеорит.
- 2008 — банк Lehman Brothers подал на банкротство, что стало началом Мирового экономического кризиса 2008 года
- 2020 — в Вашингтоне подписан Бахрейнско-израильский мирный договор.
- 2022 — швейцарский теннисист Роджер Федерер объявил о завершении карьеры.
- 2024 — Покушение на Дональда Трампа во Флориде.

## Родились
См. также: Категория:Родившиеся 15 сентября

### До XIX века
- 1254 — Марко Поло (ум. 1324), итальянский купец и путешественник.
- 1578 — Альбрехт фон Валленштейн (ум. 1634), генералиссимус Священной Римской империи, полководец Тридцатилетней войны.
- 1613 — Франсуа де Ларошфуко (ум. 1680), французский писатель-моралист, герцог и пэр Франции, участник Фронды.
- 1675 — Вахтанг VI (ум. 1737), царь Картли (1711—1714 и 1716—1724).
- 1736 — Жан Сильвен Байи (казнён в 1793), деятель времён Великой французской революции, президент Учредительного собрания, мэр Парижа.
- 1741 — граф Александр Воронцов (ум. 1805), русский дипломат, канцлер Российской империи (1802—1805).
- 1745 — Шнеур Залман из Ляд (ум. 1812), еврейский философ, раввин, каббалист, основатель хасидского движения Хабад.
- 1765 — Мануэл Мария Барбоза ду Бокаже (ум. 1805), португальский поэт.
- 1789 — Джеймс Фенимор Купер (ум. 1851), американский писатель («Последний из могикан», «Зверобой», «Следопыт»).

### XIX век
- 1824 — Мориц Лацарус (ум. 1903), немецкий философ, психолог, издатель и педагог.
- 1828 — Александр Бутлеров (ум. 1886), русский химик, основатель органической химии.
- 1830
  - Николай Бошняк (ум. 1899), русский мореплаватель, исследователь Сахалина и Амура.
  - Порфирио Диас (ум. 1915), мексиканский государственный деятель, президент Мексики (1876, 1877—1880, 1884—1911).
- 1852 — Григорий Мачтет (ум. 1901), российский писатель революционер-народник, автор песни «Замучен тяжёлой неволей».
- 1857 — Уильям Тафт (ум. 1930), 27-й президент США (1909—1913), от Республиканской партии.
- 1867 — Пётр Безруч (наст. имя Владимир Вашек; ум. 1958), австрийский и чехословацкий поэт, прозаик, писавший по-чешски.
- 1870 — Лев Штейнберг (ум. 1945), дирижёр, композитор, педагог, народный артист СССР.
- 1876 — Бруно Вальтер (ум. 1962), немецкий дирижёр, интерпретатор произведений В. А. Моцарта, Л. ван Бетховена.
- 1877 — Вильгельм Адам (ум. 1949), офицер немецкой армии (с 1939 года генерал-полковник), служил в Баварской армии, рейхсвере и вермахте; начальник Войскового управления (аналог генштаба) рейхсвера в период до Адольфа Гитлера.
- 1879 — Джозеф Лайонс (ум. 1939), политик, 10-й премьер-министр Австралии (1932—1939).
- 1881 — Этторе Бугатти (ум. 1947), итало-французский автомобилестроитель.
- 1889 — Роберт Бенчли (ум. 1945), американский журналист, киноактёр и сценарист.
- 1890 — Агата Кристи (ум. 1976), английская писательница, «королева детектива».
- 1894 — Жан Ренуар (ум. 1979), французский кинорежиссёр, актёр, продюсер, сценарист, обладатель «Оскара».
- 1895 — Николай Адуев (наст. фамилия Рабинович; ум. 1950), советский сатирик, юморист, автор стихотворных пьес.

### XX век
- 1905 — Пэт О’Каллаган (ум. 1991), ирландский метатель молота, двукратный олимпийский чемпион (1928, 1932).
- 1906 — Дмитрий Налбандян (ум. 1993), народный художник СССР, академик АХ СССР, Герой Социалистического Труда.
- 1907
  - Фэй Рэй (ум. 2004), американская актриса (фильмы «Доктор Икс», «Кинг-Конг» и др.).
  - Михаил Герасимов (ум. 1970), советский антрополог-скульптор и археолог, разработчик метода восстановления внешности человека по форме черепа.
- 1908 — Абдулла Алиш (казнён в 1944), татарский советский писатель, антифашист.
- 1909 — Джин Баттен (ум. 1982), новозеландская женщина-пилот, в 1930-е гг. установившая несколько мировых рекордов по дальности и скорости одиночных перелётов.
- 1910 — Шукур Бурханов (ум. 1987), узбекский советский актёр театра и кино, народный артист СССР.
- 1914 — Адольфо Биой Касарес (ум. 1999), аргентинский писатель.
- 1916 — Маргарет Локвуд (ум. 1990), британская актриса театра и кино.
- 1922 — Лятиф Иманов (ум. 1980), азербайджанский советский физик.
- 1923 — Михаил Танич (ум. 2008), советский и российский поэт, автор песен («Чёрный кот», «Ну, что тебе сказать про Сахалин», «Погода в доме» и др.), народный артист России.
- 1925 — Кирилл Лавров (ум. 2007), советский и российский актёр театра и кино, народный артист СССР.
- 1926 — Жан-Пьер Серр, французский математик, самый молодой лауреат Филдсовской премии.
- 1929 — Арлен Кашкуревич (ум. 2013), советский и белорусский художник, заслуженный деятель искусств БССР, профессор.
- 1930 — Мераб Мамардашвили (ум. 1990), советский философ, профессор МГУ.
- 1931 — Руфина Нифонтова (ум. 1994), актриса театра и кино, народная артистка СССР.
- 1939 — Моше Вайнберг (ум. 1972), израильский борец и тренер по борьбе.
- 1941
  - Мирослав Гермашевский (ум. 2022), польский космонавт, Герой Советского Союза.
  - Виктор Зубков, советский и российский государственный деятель, экономист.
  - Юрий Норштейн, художник-мультипликатор, народный артист России.
  - Сигни Толи Андерсон (ум. 2016), американская певица, первая вокалистка группы «Jefferson Airplane».
- 1945
  - Кармен Маура, испанская киноактриса, лауреат премии «Сезар» и др. наград.
  - Ханс-Герт Пёттеринг, немецкий политик, председатель Европарламента (2007—2009).
  - Кира Прошутинская, советская и российская телеведущая, продюсер.
- 1946
  - Томми Ли Джонс, американский киноактёр, обладатель «Оскара».
  - Оливер Стоун, американский кинорежиссёр, сценарист, продюсер, обладатель трёх «Оскаров».
- 1951 — Йохан Нескенс, голландский футболист и тренер, входящий в список лучших футболистов мира «ФИФА 100».
- 1953 — Александр Мясников, советский и российский врач-кардиолог, врач общей практики, теле-, радиоведущий и общественный деятель, автор книг о здоровье.
- 1956 — Росс Андерсон (ум. 2024), британский учёный, специалист по инженерной безопасности.
- 1961 — Дэн Марино, американский игрок в американский футбол, провёдший всю карьеру в «Майами Долфинс», самый ценный игрок НФЛ (1984).
- 1962
  - Дина Лохан, американская телевизионная персона и менеджер, бывшая актриса.
  - Ребекка Миллер, американская актриса, сценарист и кинорежиссёр, представитель независимого кино.
- 1964
  - Дойл Вольфганг фон Франкенштейн (наст. имя Пол Дойл Кайафа), американский гитарист, известный по участию в группе Misfits.
  - Роберт Фицо, словацкий политик, премьер-министр страны (2006—2010, 2012—2018 и с 2023).
- 1965 — Томас Штангассингер, австрийский горнолыжник, олимпийский чемпион в слаломе (1994), двукратный призёр чемпионатов мира.
- 1969 — Марсио Сантос, бразильский футболист, чемпион мира (1994).
- 1971 — Уэйн Феррейра, южноафриканский теннисист, бывшая шестая ракетка мира, призёр Олимпийских игр (1992).
- 1972 — Летисия, королева Испании, супруга Филиппа VI.
- 1973 — Даниэль, герцог Вестергётландский, шведский принц, супруг кронпринцессы Виктории.
- 1977
  - Чимаманда Нгози Адичи, нигерийская писательница, лектор.
  - Софи Даль, британская актриса, фотомодель и писательница.
  - Мариса Рамирес, американская телевизионная актриса.
  - Том Харди, британский актёр, продюсер, сценарист.
- 1978 — Эйдур Гудьонсен, исландский футболист.
- 1979
  - Эми Дэвидсон, американская актриса.
  - Патрик Марло, канадский хоккеист, двукратный олимпийский чемпион (2010, 2014), чемпион мира (2003), рекордсмен НХЛ по сыгранным матчам.
- 1983 — Эшли Макайвор, канадская фристайлистка, олимпийская чемпионка и чемпионка мира в ски-кроссе.
- 1984 — Гарри, герцог Сассекский, младший сын Карла III и его первой жены принцессы Дианы.
- 1988
  - Джон Брэдли, британский актёр.
  - Челси Кейн, американская актриса и певица.

### XXI век
- 2000 — Феликс, южнокорейский и австралийский рэпер, певец и танцор.
- 2004 — Давид Попович, румынский пловец, чемпион мира и Европы.

## Скончались
См. также: Категория:Умершие 15 сентября

### До XIX века
- 668 — Констант II (р. 630), византийский император (641—668).
- 1649 — Франческо Джесси (р. 1588), итальянский художник эпохи барокко.
- 1700 — Андре Ленотр (р. 1613), французский архитектор, выдающийся планировщик парков.

### XIX век
- 1822 — Уильям Джек (р. 1795), шотландский ботаник.
- 1830 — Уильям Хаскиссон (р. 1770), английский политический деятель, первый человек, погибший под колёсами поезда.
- 1840 — Людвиг Фогель (род. 1771), немецкий и российский врач и педагог, доктор медицины[9].
- 1842 — Франсиско Морасан (р. 1792), государственный и военный деятель Центральной Америки, президент Центральноамериканской федерации (1830—1834, 1835—1839), в разные годы президент Гондураса, Сальвадора и Коста-Рики.
- 1845 — Фёдор Гильтебрандт (р. 1773), русский медик, доктор медицины, заслуженный профессор Московского университета.
- 1859 — Исамбард Кингдом Брюнель (р. 1820), английский инженер, создатель первого трансатлантического пассажирского корабля.
- 1861 — Алексей Максимов (р. 1813), российский артист.
- 1862 — Людвик Кондратович (р. 1823), белорусский и польский поэт, переводчик, драматург.
- 1864 — Джон Хеннинг Спик (р. 1827), английский путешественник, обнаруживший озеро Виктория и исток Белого Нила.
- 1866
  - казнён Дмитрий Каракозов (р. 1840), российский революционер, неудачно покушавшийся на Александра II.
  - Константин Флавицкий (р. 1830), русский художник, профессор Императорской академии художеств.
- 1883 — Жозеф Плато (р. 1801), бельгийский физик, изобретатель стробоскопа.
- 1884 — Павел Кукольник (р. 1795), русский поэт, драматург и историк.

### XX век
- 1907 — Иван Карпенко-Карый (наст. фамилия Тобилевич; р. 1845), украинский писатель.
- 1921 — казнён Роман фон Унгерн-Штернберг (р. 1885/1886), русский генерал, деятель Белого движения.
- 1925 — Рене Гиль, (р. 1862), французский поэт.
- 1926 — Рудольф Кристоф Эйкен (р. 1846), немецкий писатель и философ, лауреат Нобелевской премии по литературе (1908).
- 1933 — Хафец-Хаим (при рожд. Исраэль Меир Пупко; р. 1839), крупный раввин, галахист и моралист.
- 1937 — расстрелян Александр Адамович (р. 1900), белорусский советский партийный и государственный деятель.
- 1938 — Томас Вулф (р. 1900), американский писатель-прозаик, эссеист, драматург.
- 1940 — Дик Кет (р. 1902), нидерландский художник.
- 1941 — Юрий Стеклов (наст. имя Овший Нахамкис; р. 1873), российский революционер, большевик, историк, редактор газеты «Известия ВЦИК».
- 1945 — Антон Веберн (р. 1883), австрийский композитор и дирижёр.
- 1949 — Людвиг Хольвайн[англ.] (р. 1874), немецкий художник и графический дизайнер, один из самых известных представителей искусства плаката.
- 1965 — Степан Злобин (р. 1903), русский советский писатель.
- 1971 — Джон Десмонд Бернал (р. 1901), английский физик и общественный деятель.
- 1972 — Джеффри Фишер (р. 1887), архиепископ Кентерберийский (1945—1961).
- 1973 — убит Виктор Хара (р. 1932), чилийский певец, революционер.
- 1975 — Павел Сухой (р. 1895), советский авиаконструктор, дважды Герой Социалистического Труда.
- 1976 — Сигизмунд Навроцкий (р. 1903), украинский советский кинорежиссёр и сценарист.
- 1978
  - Вилли Мессершмитт (р. 1898), немецкий авиаконструктор, производитель самолётов-истребителей.
  - Рикардо Самора (р. 1901), испанский футбольный вратарь и тренер.
- 1980 — Билл Эванс (р. 1929), американский джазовый пианист и композитор.
- 1989 — Роберт Пенн Уоррен (р. 1905), американский поэт, писатель, литературный критик.
- 1990 — Валентин Филатьев (р. 1930), советский лётчик-истребитель, член первого отряда космонавтов.
- 1991 — Чарльз Осгуд (р. 1916), американский психолог, разработчик методики семантического дифференциала.
- 1993 — Юлиан Семёнов (р. 1931), русский советский писатель, автор политических детективов.
- 1997 — Александр Ахола-Вало (р. 1900), финский художник и мыслитель.

### XXI век
- 2002 — Сергей Вайцеховский (р. 1931), советский и российский тренер по плаванию, заслуженный тренер СССР.
- 2004 — Джонни Рамон (р. 1948), гитарист американской рок-группы Ramones.
- 2006 — Ориана Фаллачи (р. 1929), итальянская писательница и журналистка.
- 2007 — погиб Колин Макрей (р. 1968), шотландский раллийный гонщик, чемпион мира (1995).
- 2008 — Ричард Райт (р. 1943), британский пианист, клавишник, один из основателей группы Pink Floyd.
- 2009 — Матфей (в миру Лев Васильевич Мормыль; р. 1938), архимандрит РПЦ, заслуженный профессор Московской духовной академии.
- 2014 — Николай Романов (р. 1922), общественный деятель, меценат российского происхождения, праправнук Николая I.
- 2015 — Михай Волонтир (р. 1934), молдавский советский актёр театра и кино, театральный режиссёр, народный артист СССР.
- 2020
  - Муса Траоре (р. 1936), малийский военный и государственный деятель, Президент Мали (1968—1991).
  - Николай Шматько (р. 1943), украинский скульптор, художник.
- 2023 — Вячеслав Гришечкин (р. 1962), советский и российский актёр театра и кино, режиссёр и театральный педагог.

## Приметы
- Мамант-овчарник, покровитель овец и коз.
- Федот и Руфина — не выгоняй по утру скотину, выгонишь — беду нагонишь.
- Время убирать двор, сарай, всё утеплять мхом.
- Если закат красный — скоро морозы[10].